# Heure en Italie
L'Italie alterne entre l'heure normale d'Europe centrale (en italien : Tempo dell'Europa Centrale, UTC+1) et l'heure d'été d'Europe centrale (en italien : Orario Estivo dell'Europa Centrale, UTC+2), car elle suit l'heure d'été en Europe procédure annuelle d'heure d'été. En tant que telle, l'Italie commence à observer l'heure d'été d'Europe centrale à 02h00 CET le dernier dimanche de mars et revient à l'heure d'Europe centrale le dernier dimanche d'octobre depuis 1996.